# Manlio Dovì
Manlio Dovì (Palermo, 14 novembre 1964) è un attore, cabarettista e imitatore italiano.

## Biografia

### Inizi
Inizia la carriera artistica nella sua Sicilia, partecipando a spettacoli di intrattenimento e piccole trasmissioni su radio e tv locali. A metà degli anni ottanta entra nella Rai regionale di Palermo, prendendo parte a trasmissioni satirico-musicali. Nel 1986 debutta sul piccolo schermo alla trasmissione Fantastico con Pippo Baudo.

### Nel Bagaglino
È nel 1987 che Dovì diviene noto al pubblico televisivo, quando entra a far parte del Bagaglino, la compagnia teatrale fondata da Pier Francesco Pingitore. Lavorando accanto ad attori quali Pippo Franco, Leo Gullotta ed Oreste Lionello, Dovì mette in luce le sue indubbie doti di imitatore. Le sue imitazioni più famose sono quelle di Francesco Cossiga, Vittorio Sgarbi, Luca Giurato, Piero Fassino, Carlo d'Inghilterra; nell'ultima edizione dello spettacolo di Pingitore, Gabbia di matti, ha proposto l'imitazione inedita di Nicolas Sarkozy.

### Altre attività
Oltre che comico e imitatore televisivo, Dovì è attore cinematografico e teatrale. Nel grande schermo ha collaborato con Maurizio Pagnussat, Florestano Vancini, nonché con lo stesso Pingitore.
Dal 16 settembre al 25 novembre 2016 è stato concorrente del programma Tale e quale show, condotto da Carlo Conti su Rai 1.

## Filmografia

### Cinema
- Soldati - 365 all'alba, regia di Marco Risi (1987)
- Gole ruggenti, regia di Pier Francesco Pingitore (1992)
- E ridendo l'uccise, regia di Florestano Vancini (2005)
- La scomparsa di Patò, regia di Rocco Mortelliti (2010)
- Il sesso degli angeli, regia di Leonardo Pieraccioni (2022)

### Televisione
- Gian Burrasca (2002) - film TV
- Di che peccato sei?, regia di Pier Francesco Pingitore (2007) - film TV
- L'Isola dei segreti: Korè (2009) - miniserie TV
- Il commissario Nardone regia di Fabrizio Costa (2012) - miniserie TV
- Una Ferrari per due (2014) - film TV
- Boris Giuliano - Un poliziotto a Palermo (2016) - miniserie TV, episodio 1
- Màkari (2024) – serie TV, episodio 3x02

## Personaggi imitati
- Asia Argento
- Enzo Bianco
- Umberto Bossi
- George W.Bush
- Paul Cayard
- Adriano Celentano
- Charlie Chaplin
- Bill Clinton
- Lucio Dalla
- Piero Fassino
- Fabio Fazio
- Gennaro Gattuso
- Luca Giurato
- Carlo d'Inghilterra
- Gad Lerner
- Domenico Modugno
- Mino Reitano
- Nicolas Sarkozy
- Peppe Servillo
- Vittorio Sgarbi
- Frank Sinatra
- Pietro Taricone
- Giorgia Todrani
- Totò
- Bono Vox
- Renato Zero
- Elisa Toffoli
- Arnaldo Forlani
- Alessandra Casella
- Mia Farrow
- David Copperfield
- Letizia Moratti
- Katia Ricciarelli
- Sean Penn